# Jaume Figueras
Jaume Figueras i Rabert (Barcelona, 1940) es un crítico de cine y periodista español, de prensa, radio y televisión y exhibidor. Ha trabajado en TV3, Canal+. Cadena Ser y Fotogramas, entre otros medios. Ganador de un Ondas, y premiado por la Acadèmia del Cinema Català y la Academia de las Artes y las Ciencias Cinematográficas de España.

## Trayectoria
Comenzó a trabajar en la distribuïdora CB Films como jefe de publicidad (1963-67), y empezó a colaborar en la revista Fotogramas en 1964, escondiéndose tras el nombre de Mr. Belvedere, personaje a cargo del célebre consultorio de la revista, algo que hizo hasta 2015. También ha colaborado en Time Out Barcelona, en la Guía del ocio. y, desde 1972, en Radio Barcelona, de la Cadena SER, y más adelante con espacios de esa cadena de emisoras, como La ventana, de Gemma Nierga .
Colaboró en el canal autonómico catalán TV3, desde su inauguración, el 10 de septiembre de 1983, presentado Transit. Dirigió y también dirigió Cinema 3 de mayo de 1984, a septiembre de 2016. Salvo el tiempo que lo dejó para presentar de 1996 a 2002, el espacio Magacine en la plataforma digital Canal+, con Ana García-Siñeriz.  Esos años también comentó la gala de los Premios Óscar, con García-Siñeriz, en el mismo canal. Entre 2006 y 2008 la narró junto a Àngels Barceló. simultaneándola con su trabajo en TV3, a la que volvió en 2002. 
En el canal autonómico también dirigió el espacio de entrevistas Dones de pel´licula (mujeres de película) y los especiales Des de Sitges amb terror (2011 i 2012), con el también crítico Àlex Gorina. Además fue comentarista de los Premios Gaudí con el mismo compañero.
Como exhibidor, en 1967 creó junto a Antoni Kircher y Pere Ignasi Fages, Círculo A,  la primera red de cines de arte y ensayo en España, que introdujo la versión original subtitulada. Los cines de Barcelona, Atenas, Aquitania, Maldà o Casablanca, entre otros, donde se programaron clásicos Godard, Luis Buñuel, Wim Wenders o Truffaut.  Tres años antes, en 1964, había creado con los mismos compañeros la revista mensual Ensayos de cine.

## Libros
En 2003 publicó un libro de vivencias personales sobre el mundo del cine llamado Endevina qui et parla de cine,  editado en catalán y en castellano, por Plaza & Janés.Y en 2021 publicó El cine que nos abrió los ojos, coescrito con Gemma Nierga.

## Premios y reconocimientos
- Premio Ondas 1990 por Cinema 3 e Informatiu cinema.[12]
- Premio Turia por Cinema 3 como «Mejor contribución de los Medios de Comunicación» (ex aequo) en 1992.[13]
- Premio Ciudad de Barcelona en la categoría de audiovisuales (2004).[14]
- Premio APEI Cataluña en la categoría de televisión (2005)[15]
- Premio Ángel Fernández Santos (2006), concedido por la XII Muestra de Cine Latinoamericano de Lleida en reconocimiento a la tarea y esfuerzo de Figueras para difundir y popularizar el mundo del cine.[16]
- Premio Nacional de Periodismo Cultural 2016, otorgado por el Ministerio de Cultura de España.[17]
- Premio Gaudí de Honor 2023, concedido por la Acadèmia del Cinema Català, al considerarlo como "un referente de la crónica y la divulgación cinematográfica en Cataluña".[18]
- Premio de Comunicación Alfonso Sánchez 2024 que concede la Academia de las Artes y las Ciencias Cinematográficas de España por sus 70 años de carrera y "su cercanía en el modo de transmitir la cultura cinematográfica" que le ha hecho "un absoluto referente para distintas generaciones".[2]